# Baciami, stupido
Baciami, stupido (Kiss Me, Stupid) è un film del 1964 diretto dal regista Billy Wilder.

## Trama
Orville J. Spooner, pianista di professione, vive in una piccola cittadina del Nevada, dando in casa lezioni di pianoforte, suonando a matrimoni e funerali e facendo l'organista per la parrocchia locale. Inoltre compone canzoni insieme al "paroliere" Barney, unico benzinaio e meccanico per auto del paese, che manda regolarmente le canzoni composte con Orville a tutte le case editrici musicali più importanti degli Stati Uniti d'America, senza tuttavia averne risposta. Orville è sposato da cinque anni, senza figli, con una bella donna, Zelda,  della quale è gelosissimo fino alla paranoia.
Un giorno, proprio quello del quinto anniversario di matrimonio di Orville e Zelda, capita in paese il famoso cantante italo-americano (e noto tombeur de femmes) Dino, il quale, diretto a Las Vegas con la sua potente cabriolet, è stato costretto ad una deviazione a causa di un incidente che ha bloccato la strada statale. Fermatosi al distributore di Barney per fare il pieno viene subito riconosciuto dal benzinaio, che intravede un'opportunità unica per riuscire a far pubblicare qualcuna delle canzoni scritte da lui e Orville.
Con la scusa del controllo dell'olio, Barney manomette l'alimentazione del motore e inventa un guasto per riparare il quale, a suo dire, ci vuole un giorno intero. Dino viene così ospitato da Orville, che gli mette a disposizione la camera degli ospiti. Barney ha un piano: allontanare Zelda facendola trasferire per la notte dai genitori e far venire a casa di Orville, pagando il giusto, una bionda entraineuse del malfamato locale da ballo del paese, spacciandola con Dino per Zelda. La bionda è la sexy Polly, detta la Bomba (nella versione originale Polly la Pistola: ecco il motivo del gesto finale, quando la ragazza passa davanti ai personaggi riuniti di fronte alla vetrina).
Orville dovrà così ingraziarsi Dino spingendogli fra le braccia la finta moglie durante la cena e approfittarne per sottoporgli le canzoni scritte da loro, sperando che Dino ne acquisti almeno un paio. Il problema è allontanare la vera Zelda, che tra l'altro non sa che Dino, del quale è una grande fan, è ospite in casa sua. Orville ci riesce a fatica montando, dietro suggerimento di Barney, un violento litigio dopo il quale Zelda se ne ritorna dai suoi. Intanto Barney gli porta a casa Polly. Polly vive nella roulotte dove tempo prima il fidanzato l'aveva abbandonata rubandole persino l'auto e sogna segretamente di comprarsi una nuova auto, lasciare il paese e cambiare vita.
Così, affascinata dalla casa e dalla vita che intravede nel comportamento dello stralunato Orville, si innamora di lui, pur stando di malavoglia al gioco. Durante la cena Dino fa numerose, pesanti avances a Polly / Zelda, incoraggiato da Orville che si mette al piano per cantare le canzoni che lui e Barney vogliono rifilargli. Ma Polly non dà a Dino molta corda anzi, a un certo punto, si lancia in una sfrenata danza con il finto marito mentre Dino in un angolo li osserva bevendo. Ed è proprio in quel momento che ritorna la vera Zelda, che ha lasciato i suoi dopo aver litigato con la madre. Stupita dal gran chiasso Zelda vede il marito danzare con la formosa Polly ma non vede Dino e crede di capire tutto: il marito ha fatto di tutto per allontanarla per poter passare la notte con un'altra donna. Così Zelda va al locale malfamato e si sbronza fino a sentirsi male.
La maitresse, per non avere grane, si fa aiutare da una cameriera e porta Zelda addormentata nella roulotte di Polly. Intanto Orville trova una scusa per lasciare la finta moglie sola con Dino ma, appena fuori di casa, ha uno scatto d'orgoglio: non è giusto che i bellimbusti ricconi come Dino approfittino della loro posizione per sedurre le mogli altrui. Così rientra in casa e caccia Dino in malo modo, rimproverato blandamente da Polly che non pare per niente dispiaciuta di passare la notte con Orville come se fosse sua moglie.
Dino carica la sua roba sulla macchina e va al locale malfamato di cui ha sentito parlare da Orville. Qui chiede al barista di incontrare un'entraineuse disponibile che sia un po' più sexy di quelle che al momento girano per il locale e il barista, ignaro della presenza di Zelda, lo indirizza alla roulotte. Ecco quindi che, nella commedia degli inganni, i ruoli di Zelda e Polly si scambiano e mentre Polly passa la notte con Orville, Zelda la passa con Dino e lo convince anche del valore delle canzoni di Orville. L'indomani mattina Dino riparte per Las Vegas lasciando accanto al letto dell'ancora addormentata Zelda / Polly, una lauta ricompensa per la notte d'amore: 500 dollari. Appena partito Dino, giunge alla roulotte la vera Polly, accompagnata da Orville. Le due donne si incontrano e Polly fa all'altra l'elogio di Orville invitando Zelda a perdonarlo. Questa, passata a Polly la lauta ricompensa di Dino, si fa consegnare la fede di Orville che per distrazione era rimasta al dito di Polly e torna temporaneamente dai suoi.
Pochi giorni dopo, al depresso Orville si presenta Barney invitandolo a recarsi l'indomani insieme a lui presso lo studio di un avvocato ove incontrerà Zelda, decisa a chiedere il divorzio. I tre si incontrano così davanti al portoncino d'ingresso dello studio dell'avvocato, vicino al quale si è radunata una piccola folla che segue sugli schermi di un negozio di elettrodomestici l'esibizione di Dino che canta una delle canzoni di Orville e Barney. Al termine, il famoso cantante cita gli autori della canzone e la folla si accalca attorno ai due chiedendo i loro autografi. Il loro sogno di essere famosi si è realizzato. Anche Polly ha realizzato il suo desiderio di partire e cambiare vita. Alla guida di una Fiat 600, sul parabrezza della quale è ancora visibile il prezzo del rivenditore d'auto usate: 495 dollari, passa trainando la sua roulotte, sorride e li saluta. Orville non riesce a capire come sia possibile che Dino abbia deciso di cantare la sua canzone e Zelda gli restituisce la fede e gli fa capire che su certe cose è meglio non chiedere spiegazioni, quindi i due decidono di tornare alla vita di prima senza farsi domande su ciò che è accaduto quella notte. Il film termina con Zelda che si rivolge al marito pronunciando la frase del titolo del film.

## Produzione
Il soggetto fu tratto da una pièce italiana degli anni quaranta, L'ora della fantasia di Anna Bonacci, e venne portato sullo schermo nel 1952 da Mario Camerini in Moglie per una notte.
Il film fu iniziato da Peter Sellers che poi rinunciò alla partecipazione per problemi cardiaci. Al suo posto venne chiamato Ray Walston.

## Curiosità
- All'inizio del film, dopo che Dino ha concluso il suo spettacolo, il suo manager gli dirà che una certa Irma la dolce lo sta aspettando in camera; omaggio all'omonimo film del 1963, realizzato dallo stesso Billy Wilder.

## Versione teatrale
Un adattamento teatrale del film, realizzato in Italia alla fine del secolo scorso, vede la partecipazione dell'attrice italiana Marina Occhiena (ex-cantante del gruppo vocale Ricchi e Poveri, del quale la Occhiena ha fatto parte per tutti gli anni settanta).